# Shere Khan (Kipling)

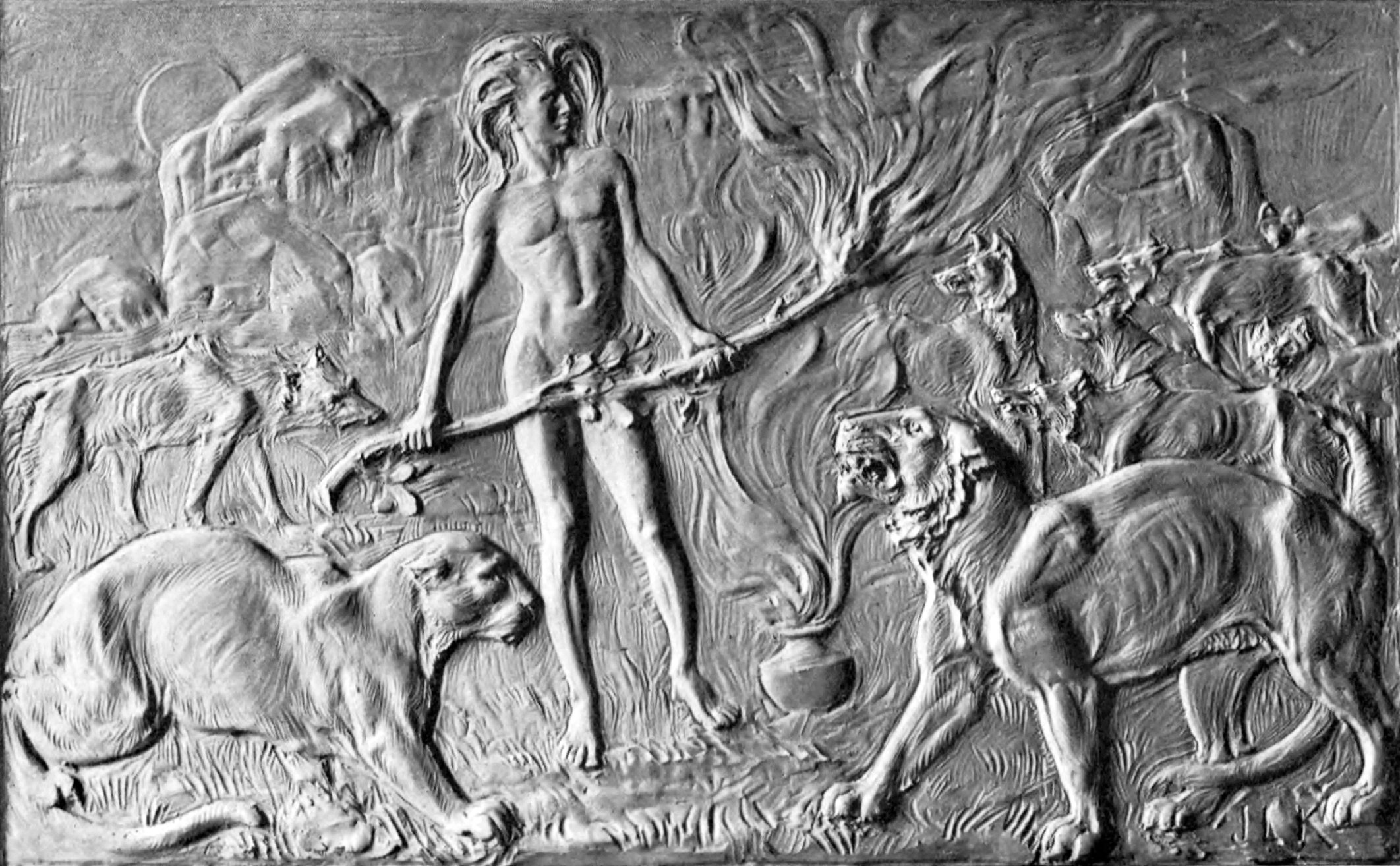
Shere Khan vechtend met Mowgli.

Shere Khan is een tijger uit Het jungleboek van Rudyard Kipling. Hij is de aartsvijand van hoofdpersonage Mowgli. Zijn naam betekent "heer tijger".
Shere Khan probeert Mowgli op te eten waardoor Mowgli naar het mensendorp vertrekt. Als hij later de tijger opnieuw ontmoet, doodt hij hem met de hulp van Grijze Broeder de wolf en Rama de buffel.
Shere Khans hulpje is Tabaqui, de jakhals. Tabaqui wordt door Grijze Broeder gedood in het derde verhaal van Het jungleboek.
Shere Khan speelt in twee verhalen van Het jungleboek en in één verhaal van Het tweede jungleboek. Hij heeft de wet van de jungle overtreden omdat hij mensen eet.

## In de film
In de Disneyfilm Jungle Boek is Shere Khan de vriend van Kaa, de slang.
Hij is de vijand van Mowgli en wil hem graag opeten. De beer Baloe schiet samen met Bagheera de panter Mowgli te hulp.

## Stem
De Nederlandse stem van Shere Khan is van Jules Croiset.
George Sanders sprak de Amerikaanse stem in in de eerste originele film. De zangstem was alleen Bill Lee voor deze film. De andere geluidseffecten deden Candy Candido en Clarence Nash
Thurl Ravenscroft deed de zang voor een verwijderd lied. Tony Jay was de stem vanaf 1990 tot 2003. Jason Marsden deed de 'welpversie' in de serie Jungle Cubs. Sherman Howard deed de stem in Mowgli's Story. Hierna werd dit Idris Elba voor de rol in de film uit 2016.

## Trivia
De naam van Shere Khan verwijst naar de historische sultan Sher Shah Suri (1486-1545) van de Suridynastie in het noorden van Indië.